# كيف وليش
كيف وليش هو برنامج تلفزيوني لبناني في التسعينيات، ترفيهي وتعليمي للإطفال، قدمته ديزيريه فرح (المُلقبة بديدي او DéDé) على مدى تسعة أعوام، وهو من إنتاج شاشة المؤسسة اللبنانية للإرسال (LBCI). كان يتضمن العديد من الفقرات والرسوم المتحركة أضافة لشخصيات وأغنيات للإطفال بثلاث لغات: العربية، الفرنسية والإنجليزية.

## فقرات البرنامج
- فقرة الرسم
- الأشفال اليدوية
- الرسوم المتحركة
- صح وغلط
- ينعاد عليك (happy birthday)
- اغاني البرنامج
- فقرة استعراض الرسائل البريدية والجوائز

## أشهر الشخصيات
- الست حشورة[1]
- الست مشهورة
- جوجو الكلون[1]
- سهى الحشورة
- ساعي البريد
- نونا الملبكة
- سامي الثرثار
- السيد فكرة
- تينا الكلون
- رودي ورنا
- دعبول الأكول
- الست سحر